# エドゥアルト・カイザー
エドゥアルト・カイザー（Eduard Kaiser、1820年2月22日 - 1895年8月30日）は、オーストリアの画家、版画家である。同時代の著名人の肖像版画を制作したことで知られている。

## 生涯
グラーツで生まれた。父親のヨーゼフ・フランツ・カイザー（Joseph Franz Kaiser: 1786-1859）は版画出版社の経営者であった。兄のアレクサンダー・カイザー（Alexander Kaiser: 1819-1872）も画家、版画家になった。ウィーン美術アカデミーで画家のヨーゼフ・ダンハウザーに学び、その後すぐにヨーゼフ・クリーフーバー（1800-1876）と人気を争う肖像版画家となった。
1848年の革命が起きると熱心な支持者となり、ウィーン大学の学生たちが中心となって結成された革命軍団（Akademische Legion）に参加した。革命の主要人物（ヨーゼフ・ラデツキー、フランツ・シュセルカ（Franz Schuselka）、ハンス・クドリッヒ（Hans Kudlich）、アドルフ・フィッシュホフ（Adolf Fischhof）、カール・ギスクラ（Carl Giskra））の肖像画を制作した。 
1852年から1853年の間は、ローマに滞在し、ローマの有名な絵画を模写し、版画にした。多色版画としてロンドンで出版し、成功した。オーストリアに帰国した後、オーストリア・ハンガリー帝国皇帝のフランツ・ヨーゼフ1世、皇后エリザベスや、劇作家のフリードリヒ・ヘッベル、音楽家のロベルト・シューマン、クララ・シューマンなどの肖像版画を制作し、版画として出版して、出版事業は成功を収めた。
1895年にウィーンで亡くなった。

## 作品

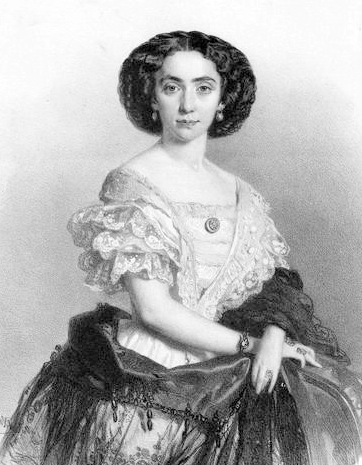
オペラ歌手 Róza Csillag
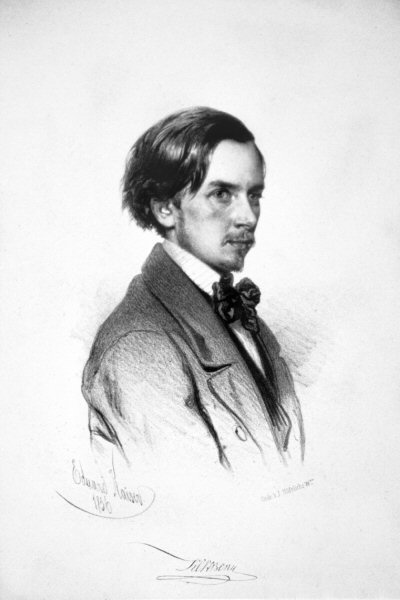
文学者 Karl-Maria Kertbeny
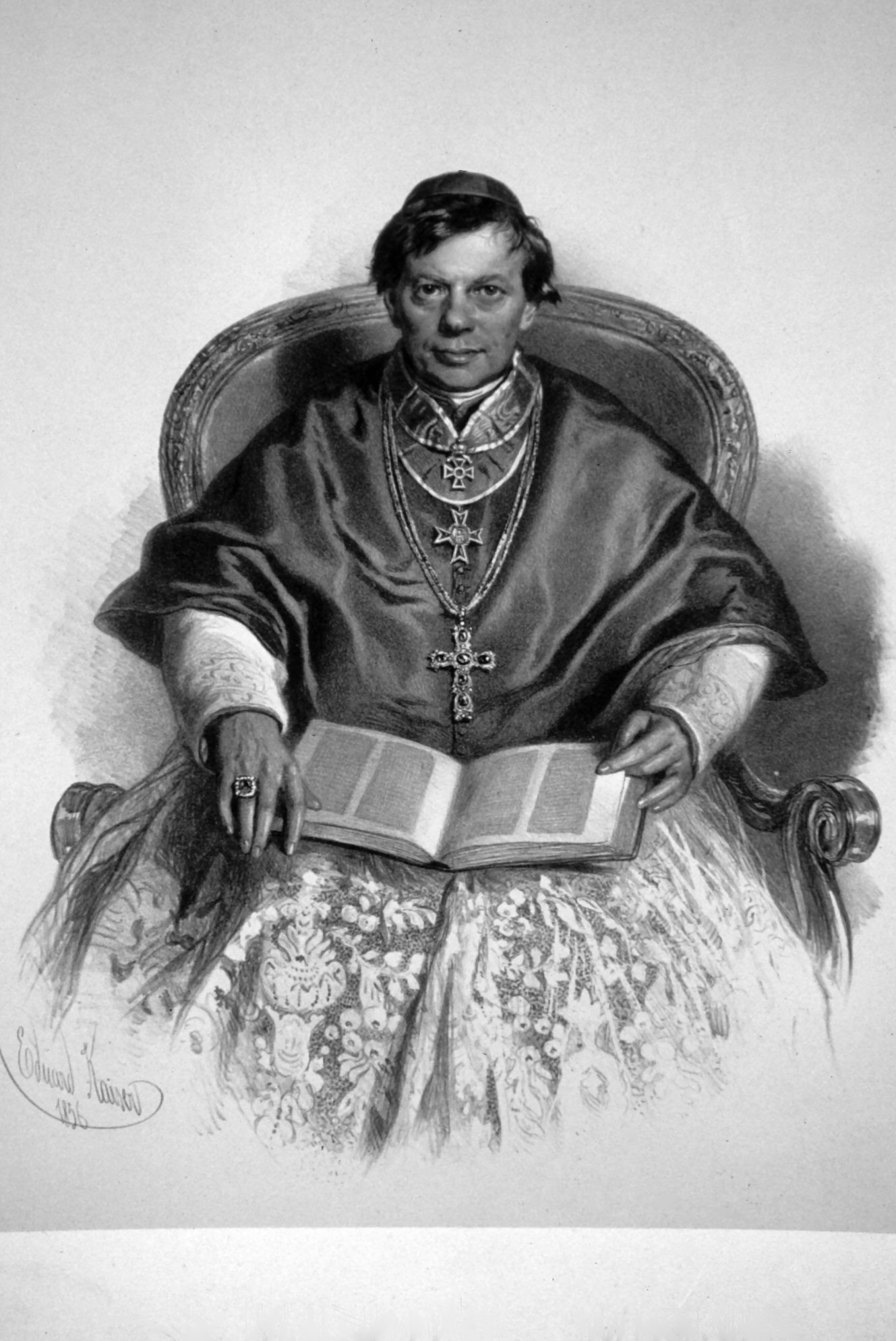
神学者 Ignaz Feigerle
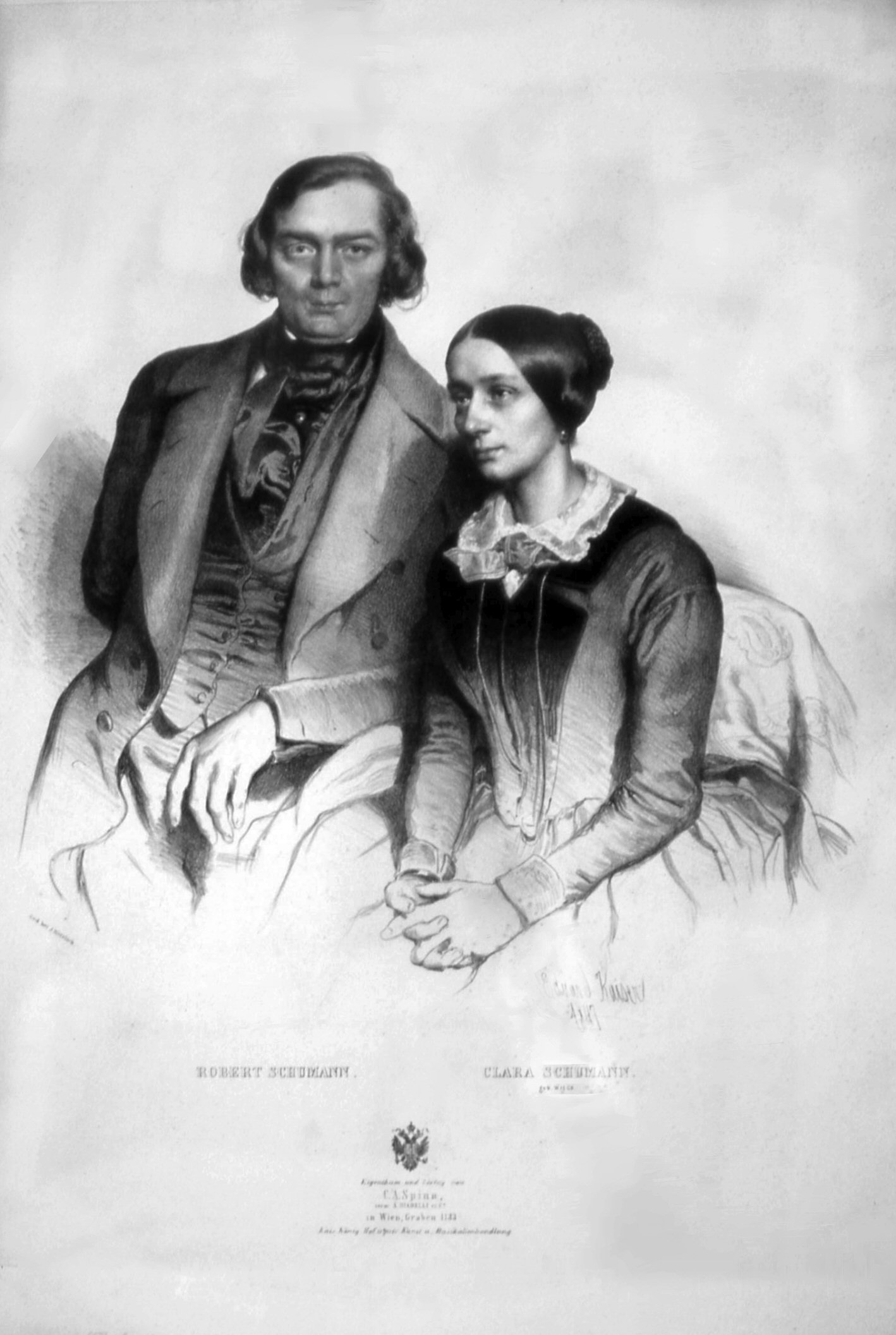
ロベルト・シューマンとクララ・シューマン